# Andreas Christian Cederfeld de Simonsen
Andreas Christian Cederfeld de Simonsen (24. juli 1779 på Erholm – 2. august 1839 sammesteds) var en dansk søofficer.
Han var søn af vicelandsdommer Lorentz Christian Ernst Cederfeld de Simonsen og hustru, blev 1792 kadet, 1801 månedsløjtnant og samme år sekondløjtnant i Søetaten, var 1804-06 4. styrmand med fregatskibet Kronprinsesse Maria til Ostindien, blev suspenderet under rejsen, var juli-august 1807 næstkommanderende i briggen Fama og samme år (fra november) leder af transporter fra Kerteminde. Cederfeld de Simonsen blev 1808 premierløjtnant, var 1808-09 chef for en deling rokanonbåde i Storebælt, 1809 leder af ekspeditionen til Romsø, hvor ca. 100 englændere blev taget til fange, og blev 28. juni samme år hædret som Ridder af Dannebrog.
Han var 1810-11 chef for kanonbådsdelingen ved Udbyhøj, 1811 tjenstgørende i linjeskibet Albanais i auxiliærstyrken på Schelden, 1812 næstkommanderende i samme og måneds-kaptajnløjtnant, blev samme år interimschef for samme og vendte hjem 1813. Samme år blev han chef for rokanonbådsflotillen ved Tårs, var fra samme år til 1815 indrulleringsofficer i Nakskov og blev dette år kaptajnløjtnant. 1820 var Cederfeld de Simonsen chef for skonnerten Atalante, vagtskib på Elben, 1821 chef for vagtskibsposten på batteriet Trekroner, 1822 chef for briggen Falster, vagtskib i Øresund, blev samme år kaptajn, fik 1824 tilladelse til at rejse til Grønland, blev 1834 chef for korvetten Najaden, kadetskib, og førte med denne prins Frederik Carl Christian fra Island til Fredericia og blev 1836 kommandørkaptajn.
Han ægtede 20. november 1818 i Nyborg Edel Sophia Møller (5. februar 1797 i Nyborg - 27. januar 1869 i Korsør), datter af købmand i Nyborg Rasmus Møller og Sophie Christine født Sørensen.